# Jaume Villanova i Torreblanca
Jaume Villanova i Torreblanca (Barcelona, 28 de desembre de 1908 - agost? del 1985) va ser un autor dramàtic català.
Havia format part del quadre escènic de l'Ateneu Santjustenc, de Sant Just Desvern, a la dècada del 1940. A l'octubre del 1985, el Circuit Català de TV2 l'homenatjà reposant Jo seré el seu gendre (ja emesa el 1984); i també amb direcció d'Esteve Duran, el mateix any s'emeté No és mai tard si s'arriba d'hora amb l'autor compartint plató amb Joan Borràs i Carme Sansa. Jo seré el seu gendre va ser rodada novament el 1992 per Televisió de Catalunya amb direcció de Jordi Frades.

## Obra dramàtica
- 1936. Les enrabiades d'un burgès, comèdia en 1 acte, dividit de dos quadres.[5] («original digitalitzat».)
- 1947. La festa de la placeta, sainet líric costumista amb música de Pere Mañé i Baleta, estrenat a l'Ateneu Santjustenc el 19 de març[2]
- 1951, 25 d'octubre. La cura d'amor, comèdia en tres actes. Estrenada al Teatre Espanyol de Barcelona per la Companyia de Pau Garsaball i Paquita Ferràndiz. Edicions de les editorials Arca (1952) i Millà (1957)
- 1953, 11 de gener. No és mai tard...si s'arriba d'hora, comèdia en 3 actes. Estrenada a l'Orfeò Gracienc de Barcelona. Editada per la Casa Patuel (1955) i per Millà (1973)
- 1954 o abans L'enamorat desconegut, comèdia en 2 actes. («original digitalitzat».)
- 1954, 14 de febrer. El petit món d'una placeta, sainet en tres actes. Estrenat al Centre Moral, de Sant Martí de Provençals (Barcelona). Editada per Millà (1958)
- 1955. Jo seré el seu gendre, comèdia còmica en 3 actes. Estrenada al Teatre Romea de Barcelona la nit del 8 de febrer de 1956, per la Companyia Maragall. Dirigida per Esteve Polls. Editada per la Casa Patuel (1955) i per Millà (1956) Anteriorment, s'havia representat per primera vegada al Teatre del Club Helena, el 15 de maig de 1955.[6] El repartiment de l'estrena fou per Agustina: Teresa Cunillé, Eduard: Lluís Nonell, Esperança: Mercè Bruquetas, Vicenç: Ramon Duran, Rosa: Maria Vila, Alfred: Domènec Vilarrasa i Direcció: Esteve Polls.
- 1956, 11 d'agost. Ella és...ella, comèdia en 3 actes. Estrenada al teatre Romea de Barcelona. Editada per Millà (1957).
- 1959. L'escombra damunt la teulada[7]